# JGSP Novi Sad
JGSP Novi Sad ou Société de transport public de Novi Sad (en serbe cyrillique : Јавно Градско Саобраћајно Предузеће Нови Сад ; en serbe latin : Javno Gradsko Saobraćajno Preduzeće Novi Sad) est une société qui gère les transports publics en autobus de Novi Sad, la capitale de la province autonome de Voïvodine, en Serbie. En 2013, la société employait 1 282 personnes.

## Lignes

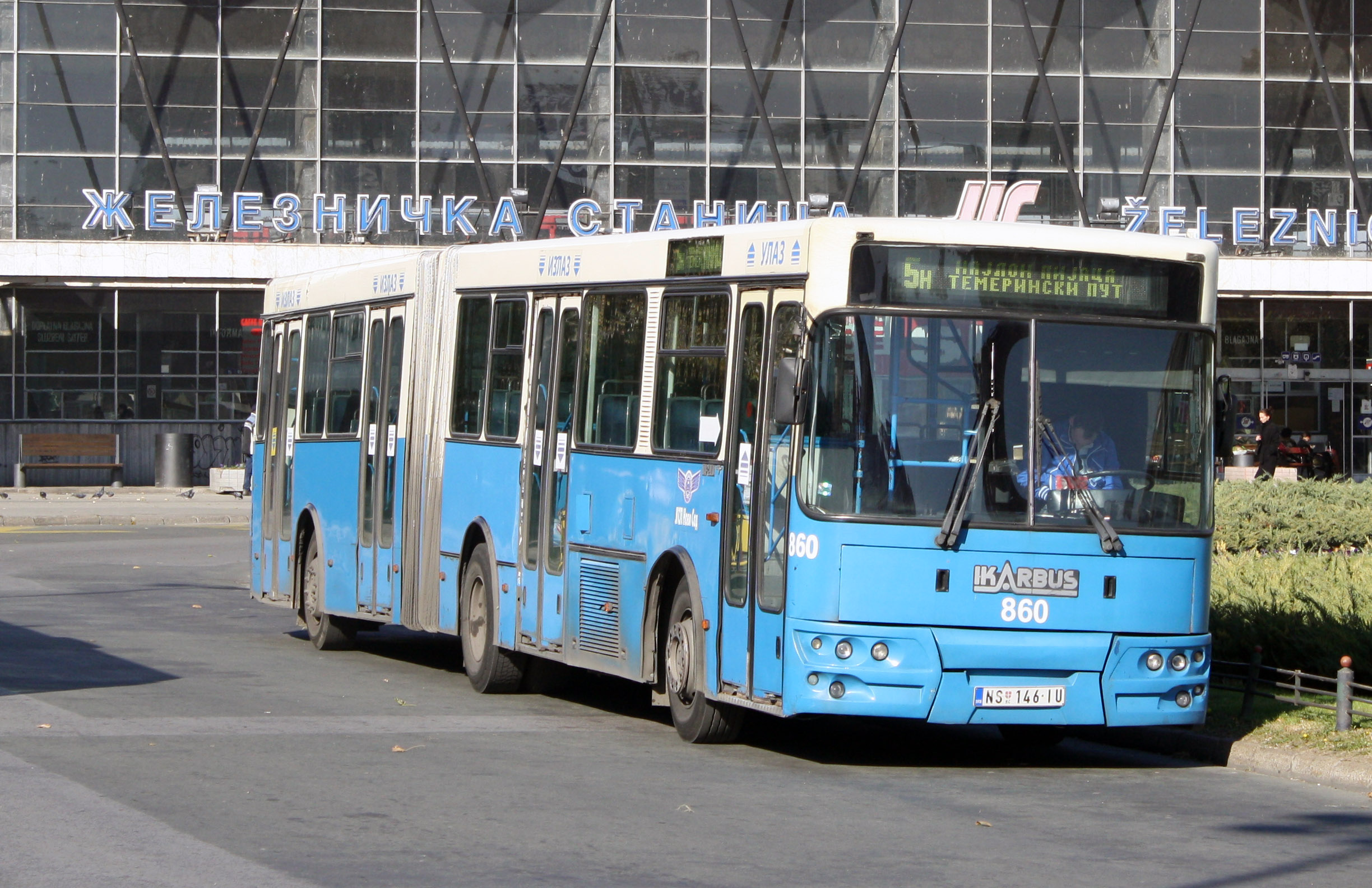
Autobus de la ligne 5n, devant la gare de Novi Sad

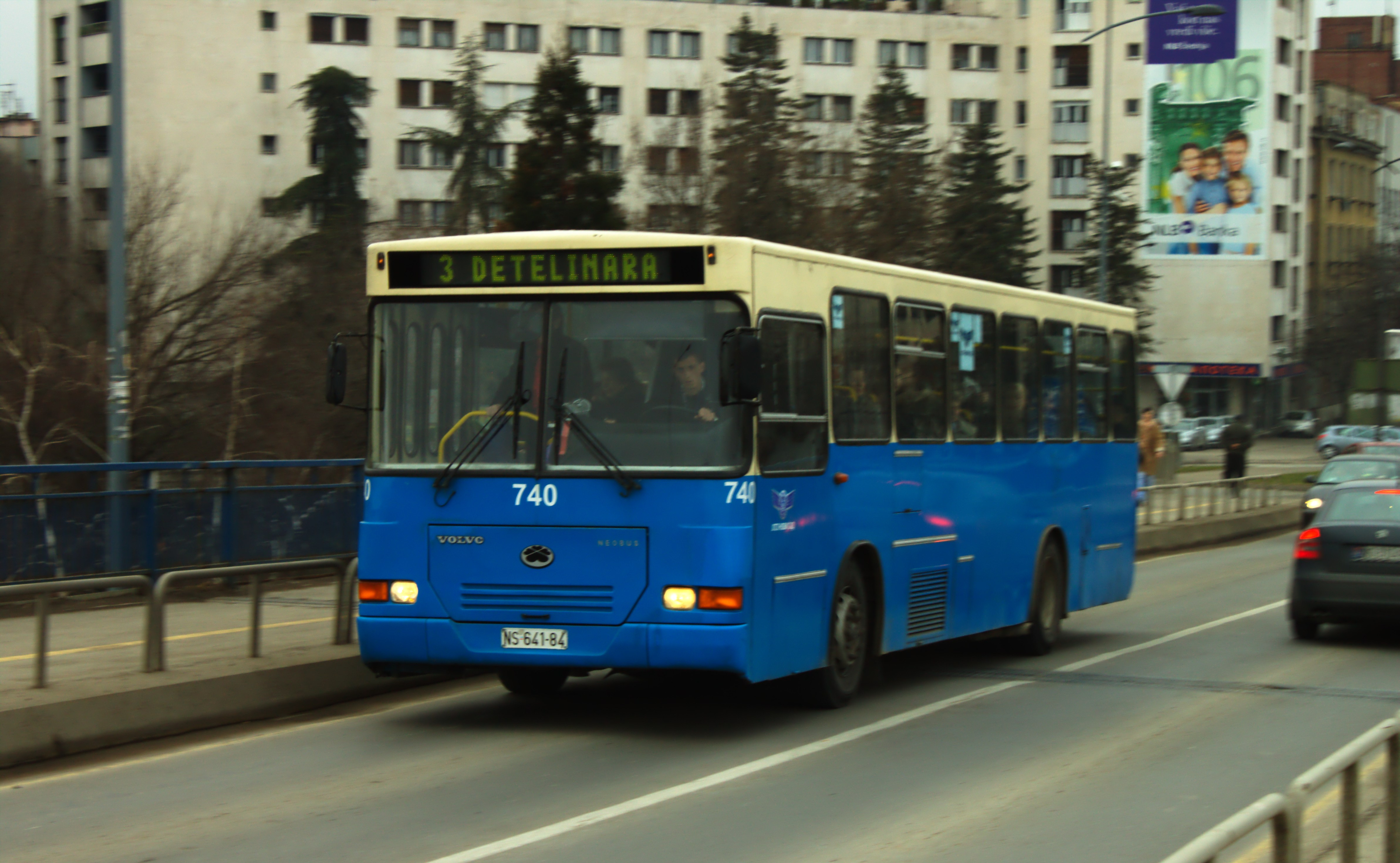
Autobus de la ligne 3, sur le pont de Varadin

Les lignes d'autobus gérées par le réseau de JGSP Novi Sad sont les suivantes :

### Lignes urbaines (zone I)
- Ligne 1 : Klisa - Centar – Liman Ⅰ
- Ligne 2 : Centar – Novo naselje
- Ligne 3 : Petrovaradin – Centar – Detelinara
- Ligne 4 : Liman Ⅳ – Centar – Železnička stanica
- Ligne 5 : Temerinski put – Centar – Avijatičarsko naselje
- Ligne 6 : Podbara (Riblja pijaca) – Centar – Adice
- Ligne 7a : Novo naselje – Liman – Železnička stanica - Novo naselje
- Ligne 7b : Novo naselje - Železnička stanica – Liman – Novo naselje
- Ligne 8 : Novo naselje – Centar – Liman
- Ligne 9 : Novo naselje – Liman – Petrovaradin
- Ligne 11a : Železnička stanica – Bolnica – Liman – Železnička stanica
- Ligne 11b : Železnička stanica – Liman – Bolnica – Železnička stanica

### Lignes de banlieue (zones I à V)

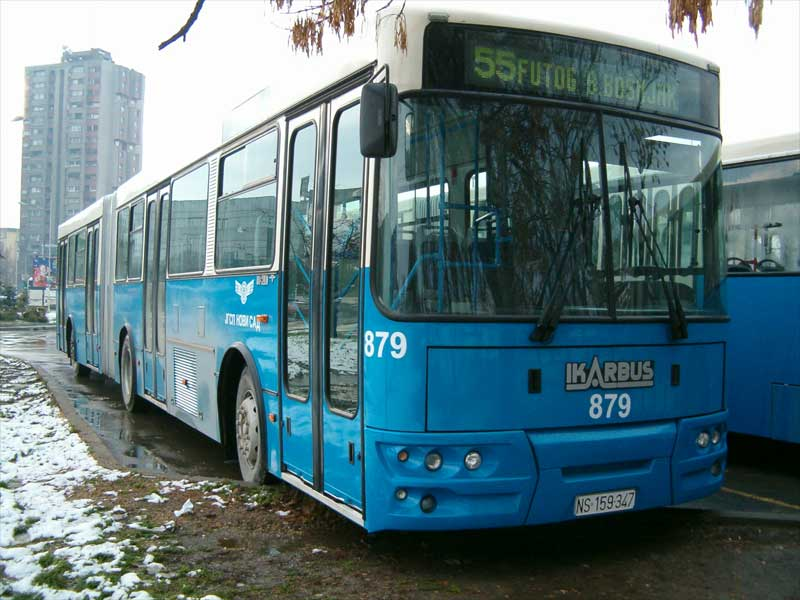
Autobus de la ligne 55, direction Futog

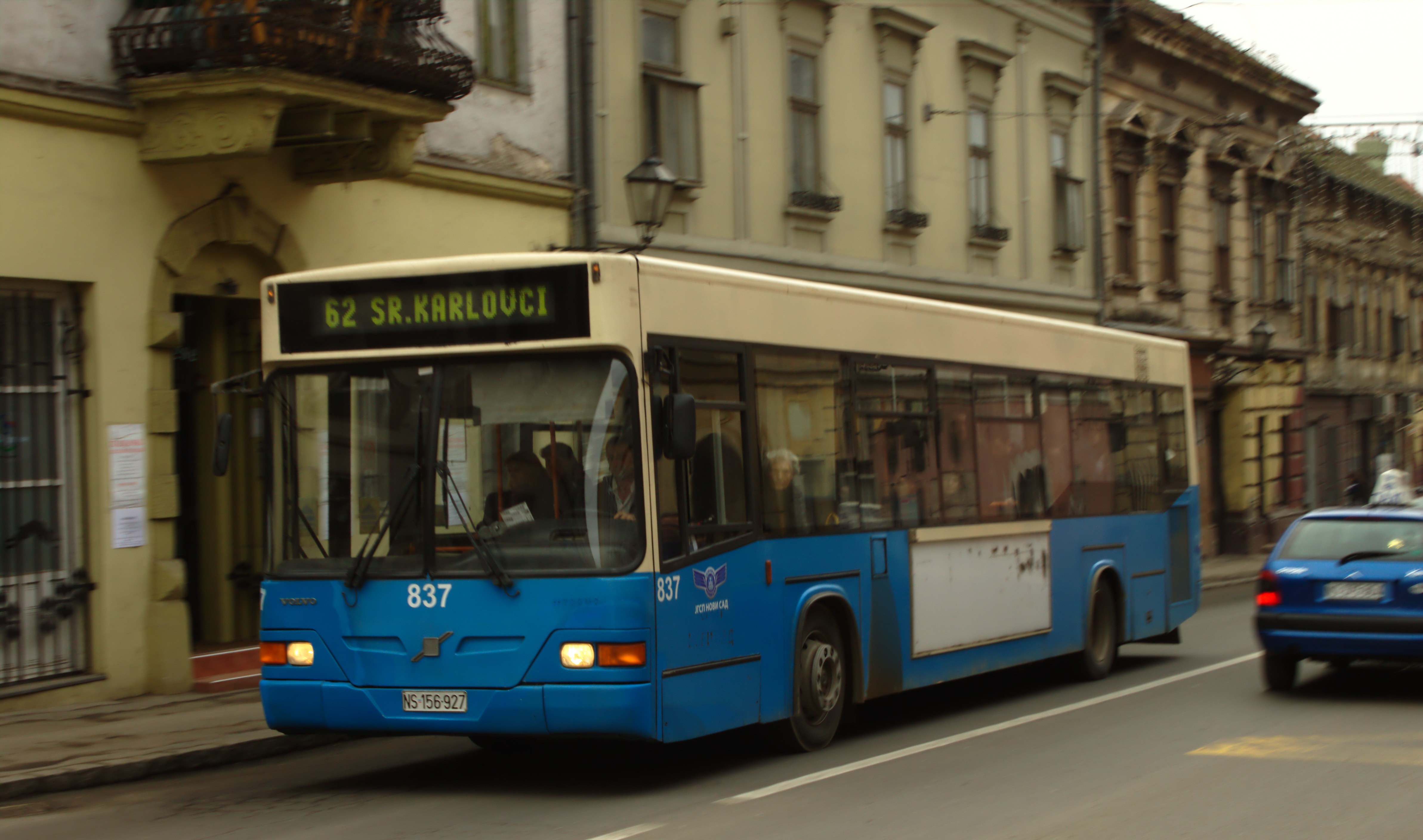
Autobus de la ligne 62, direction Sremski Karlovci à Petrovaradin

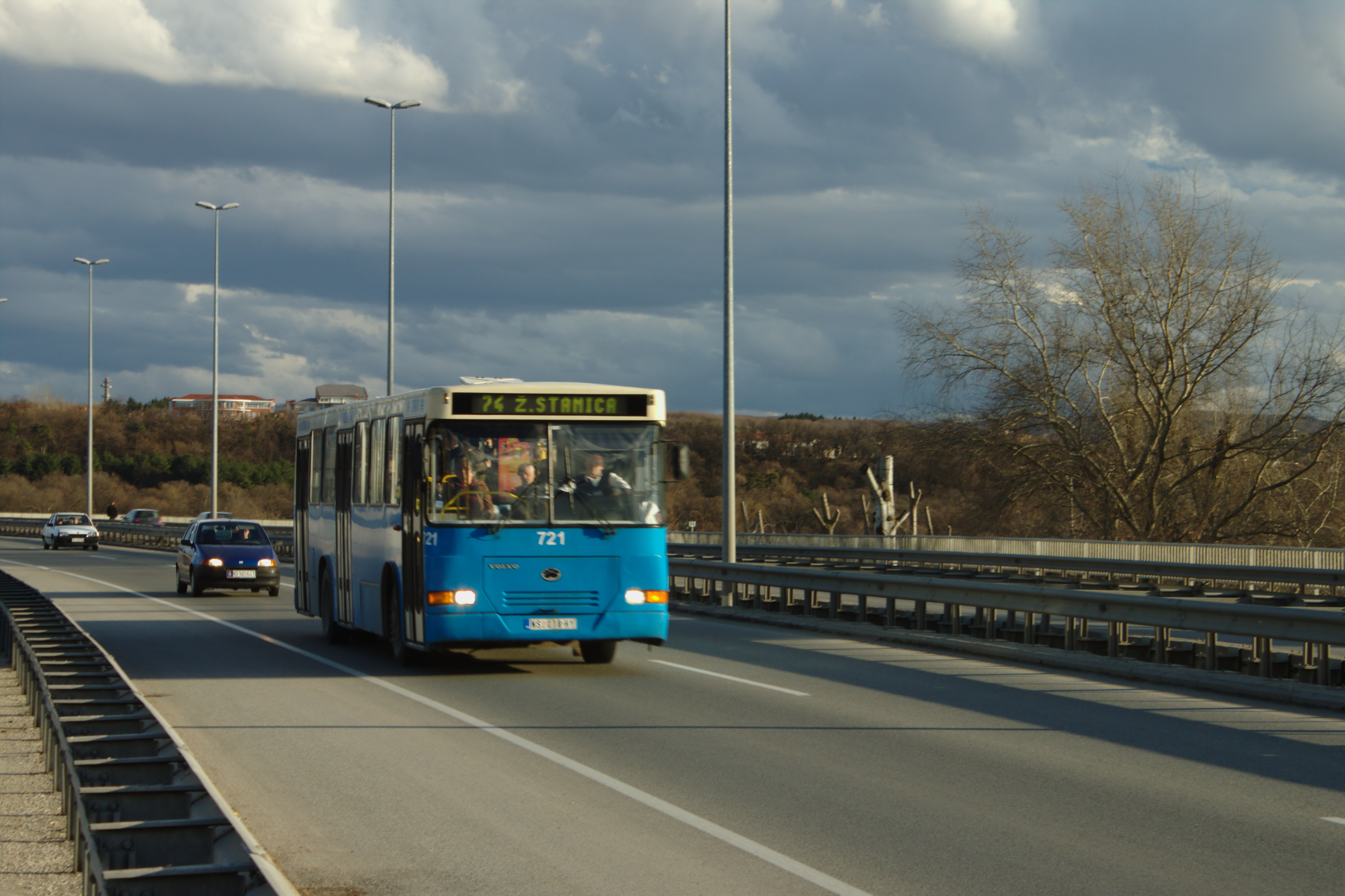
Autobus de la ligne 74, direction gare de Novi Sad, sur le pont de la Liberté

- Ligne 22 : Novi Sad (Železnička stanica) - Kać
- Ligne 23 : Novi Sad (Železnička stanica) - Budisava
- Ligne 24 : Novi Sad (Železnička stanica) - Kovilj
- Ligne 30 : Novi Sad (Železnička stanica) - Pejićevi salaši
- Ligne 31 : Novi Sad (Gare routière - MAS) - Bački Jarak
- Ligne 32 : Novi Sad (Gare routière - MAS) - Temerin
- Ligne 33 : Novi Sad (Gare routière - MAS) - Gospođinci
- Ligne 35 : Novi Sad (Železnička stanica) - Čenej
- Ligne 41 : Novi Sad (Železnička stanica) - Rumenka
- Ligne 42 : Novi Sad (Železnička stanica) - Kisač
- Ligne 43 : Novi Sad (Železnička stanica) - Stepanovićevo
- Ligne 52 : Novi Sad (Železnička stanica) - Veternik
- Ligne 53 : Novi Sad (Železnička stanica) - Futog Stari
- Ligne 54 : Novi Sad (Železnička stanica) - Futog (Grmečka)
- Ligne 55 : Novi Sad (Železnička stanica) - Futog (Braće Bošnjak)
- Ligne 56 : Novi Sad (Železnička stanica) - Begeč
- Ligne 60 : Novi Sad (Gare routière - MAS) - Sremski Karlovci (Belilo II)
- Ligne 61 : Novi Sad (Gare routière - MAS) - Sremski Karlovci (Vinogradarska)
- Ligne 62 : Novi Sad (Gare routière - MAS) - Sremski Karlovci (Dudara)
- Ligne 64 : Novi Sad (Železnička stanica) - Bukovac
- Ligne 72 : Novi Sad (Železnička stanica) - Sremska Kamenica (Paragovo)
  - Ligne 72A : Novi Sad (Železnička stanica) - Institut - Sremska Kamenica (Paragovo)
- Ligne 73 : Novi Sad (Železnička stanica) - Sremska Kamenica (Mošina vila)
- Ligne 74 : Novi Sad (Železnička stanica) - Sremska Kamenica (Popovica)
  - Ligne 74A : Novi Sad (Železnička stanica) - Institut - Sremska Kamenica (Popovica)
- Ligne 76 : Novi Sad (Železnička stanica) - Stari Ledinci
- Ligne 77 : Novi Sad (Gare routière - MAS) - Stari Rakovac
- Ligne 78 : Novi Sad (Gare routière - MAS) - Beočin selo
- Ligne 79 : Novi Sad (Gare routière - MAS) - Čerević
- Ligne 80 : Novi Sad (Gare routière - MAS) - Beočin (Gare routière - BAS)
- Ligne 81 : Novi Sad (Gare routière - MAS) - Banoštor
- Ligne 84 : Novi Sad (Gare routière - MAS) - Lug